# 水平線の花火と音楽
『水平線の花火と音楽（すいへいせんのはなびとおんがく）』は、泉谷しげるらが企画、宮崎県宮崎市のみやざき臨海公園 サンマリーナ宮崎 多目的芝広場にて行われる2010年に宮崎県内で発生した口蹄疫からの復興を願う音楽と花火のイベントである。

## 水平線の花火と音楽
開催日
- 2010年11月7日

出演
- 泉谷しげる
- 松山千春
- 今井美樹
- TERU
- 新垣勉
- Flare
- アイドリング!!!
- M.M.T.P
- TOP GUN
- 米倉千尋
- N.O.B.U!!! & RYOWTA
- 黒木あすか
- 和太鼓一座 天響
- MisaChi
- 小島可奈子

セットリスト
今井美樹
1. PRIDE
2. 微笑みのひと
3. 20才のころ
4. 太陽のメロディー

松山千春
1. 長い夜
2. 現実

TERU
1. SOUL LOVE （with 泉谷しげる）
2. グロリアス
3. HOWEVER
4. I'm in Love

泉谷しげる
1. 宮崎のテーマ
2. イメージの詩
3. 火の鳥
4. 眠れない夜
5. 春夏秋冬
6. 翼なき野郎ども
7. 国旗はためく下に
8. 雨あがりの夜空に
9. 野性のバラッド

アンコール
1. 太陽のメロディー（出演者全員）

## 水平線の花火と音楽2
開催日
- 2011年10月23日

出演
- 泉谷しげる
- 小泉今日子
- 宮沢和史
- 宇崎竜童
- ムッシュかまやつ
- 浜崎貴司
- 吉田兄弟
- 黒木あすか
- MisaChi
- TASHAgee
- 井手綾香
- 大好きみやざきっず
- ヤマハJOCコーラス隊
- FUN
- トロンダンサーズ

セットリスト
ムッシュかまやつ
1. 我が良き友よ
2. シンシア
3. ゴロワーズを知ってるかい
4. バンバンバン

TASHAgee
1. will

MisaChi
1. 酔芙蓉の坂

井手綾香
1. 君からのメッセージ
2. 雲の向こう

吉田兄弟
1. 百花繚乱
2. 津軽じょんがら節

浜崎貴司
1. 激しい雨
2. ちぎれぬ時間
3. 幸せであるように

宇崎竜童
1. 港のヨーコ・ヨコハマ・ヨコスカ
2. サクセス
3. 浜ホンキートンク・ブルース
4. 生きてるうちが花なんだぜ

小泉今日子
1. 小泉今日子はブギウギ
2. あなたに会えてよかった
3. 月ひとしずく
4. 学園天国
5. 虹が消えるまで

宮沢和史
1. 暁月夜～あかつきづくよ～（with Misachi）
2. 風になりたい（with 泉谷しげる）
3. 島唄

泉谷しげる
1. 宮崎のテーマ
2. 眠れない夜
3. 春夏秋冬
4. サマータイム・ブルース
5. 野性のバラッド

アンコール
1. 太陽のメロディー （出演者全員）

## 水平線の花火と音楽3
開催日
- 2012年10月21日

出演者
- 泉谷しげる
- 氣志團
- さだまさし
- 土屋アンナ
- 矢井田瞳
- 井手綾香
- 伊禮俊一
- シシド・カフカ
- ワカバ
- 魅惑のクニオ♂
- Flare
- BRIDGET
- MKM-ZERO
- AKBB
- MisaChi
- W.Link=宮崎くん
- POCOPOCOBAND

## 水平線の花火と音楽4
開催日
- 2013年10月20日

出演者
- 泉谷しげる
- PUFFY
- 井手綾香
- LIFriends
- 森高千里
- クミコ
- 手嶌葵
- Flare
- フラチナリズム
- M・M・B

## 水平線の花火と音楽5
開催日
- 2014年10月19日

出演者
- 泉谷しげる
- 大竹しのぶ
- 中村中
- 八代亜紀
- 斉藤和義
- 井手綾香
- LIFriends
- Flare
- 泣虫パンチ
- 石原有輝香
- 永山夏希
- 芋ザイル

セットリスト
中村中
1. 生きてるって言ってみろ （with 泉谷しげる）
2. 友達の詩
3. 独白
4. 愛されたい

大竹しのぶ
1. 黒の舟唄 （with 泉谷しげる）
2. 黄昏のビギン
3. JUMP

八代亜紀
1. おんな港町
2. 舟歌
3. 雨の慕情
4. 夜につまずき （with 泉谷しげる）

斉藤和義
1. ずっと好きだった
2. アゲハ
3. 月影
4. 歌うたいのバラッド
5. やさしくなりたい
6. 歩いて帰ろう

泉谷しげる
1. ハレルヤ
2. 眠れない夜
3. 火の鳥
4. 国旗はためく下に
5. 春夏秋冬
6. 野性のバラッド

アンコール
1. 野性のバラッド （出演者全員）

## 水平線の花火と音楽6
開催日
- 2015年10月18日

出演者
- 泉谷しげる
- 加山雄三
- 小林幸子
- 夏川りみ
- HOME MADE 家族
- 大原櫻子
- LIFriends
- いであやか
- Flare
- 香蓮
- リトルエンジェルダンシングクラブ

## 水平線の花火と音楽FINAL
開催日
- 2016年10月16日

出演者
- 泉谷しげる
- 夏木マリ
- May J.
- ふなっしー
- いであやか
- LIFriends
- フラチナリズム
- Flare
- MisaChi
- 香蓮
- CLEAR'S
- みやざき犬